# معركة كاستيلون
مَعْرَكة كاسِتيلونْ (بالأنجليزية: Battle of Castillon)، (بالفرنسية: Bataille de Castillon) دَارَتْ رَحَاها يَوم 17 يوليو 1453 في مدينة جاسكوني بالقرب منْ بَلدة كاستيلون لا باتاي، بينَ مَملكة إنجِلترا ومَملكة فَرنسا. أنتهتْ المَعركة بنَصر فَرنسِي حاسمْ وضعة نهاية لحَرب المائة عامْ.
في يوم المعركة، قاد الإنجليز جون تالبوت، إيرل شروزبري الأول، معتقدًا أن العدو كان يتراجع، قاد جيشه إلى معسكر فرنسي محصن دون انتظار التعزيزات. ثم رفض تالبوت الانسحاب حتى بعد أن أدرك قوة الموقف الفرنسي، مما تسبب في تكبد رجاله خسائر فادحة من المدفعية الفرنسية. تعتبر كاستيون أول معركة كبرى تم الفوز بها من خلال الاستخدام المكثف للمدفعية الميدانية. أسفرت المعركة عن خسارة الإنجليز لجميع أراضيهم تقريبًا في فرنسا وخاصة جاسكوني، بعد ان كانت ملكية إنجليزية على مدى القرون الثلاثة الماضية. تحول ميزان القوى في أوروبا، وتبعه عدم الاستقرار السياسي في إنجلترا.

## الخلفية
بدأ انهيار معاهدة تروا لعام 1420 المرحلة الأخيرة من حرب المائة عام. وصفت آن كاري هذه الفترة من 1420 إلى 1453 بأنها «حروب معاهدة تروا» للسيطرة على التاج الفرنسا. بعد الاستيلاء الفرنسي على بوردو عام 1451 من قبل جيوش تشارلز السابع، بدا أن حرب المائة عام قد انتهت. ركز الإنجليز في المقام الأول على تعزيز حيازتهم الوحيدة المتبقية، كاليه، ومراقبة البحار. بعد ثلاثمائة عام من حكم بلانتاجنت، اعتبر مواطنو بوردو أنفسهم رعايا للملك الإنجليزي وأرسلوا رسلًا إلى هنري السادس ملك إنجلترا مطالبين باستعادة المقاطعة.
في 17 أكتوبر 1452، نزل جون تالبوت، إيرل شروزبري بالقرب من بوردو بقوة قوامها 3000 رجل. كان تالبوت قائدًا عسكريًا مشهورًا ومخوفًا، وقد تردد أنه كان يبلغ من العمر خمسة وسبعين أو ثمانين عامًا، ولكن من المرجح أنه كان يبلغ من العمر ستة وستين عامًا في ذلك الوقت. بالتعاون مع سكان المدينة، استولى تالبوت على المدينة بسهولة في 23 أكتوبر. بعد ذلك، سيطر الإنجليز على معظم منطقة جاسكوني الغربية بحلول نهاية العام. عرف الفرنسيون بأن هناكَ هجوماً قادم، لكنهم توقعوا وصولها عبر نورماندي. بعد هذه المفاجأة، أعد تشارلز السابع قواته لفصل الشتاء، وبحلول أوائل عام 1453 كان مستعدًا للهجوم المضاد.

## مقدمة
غزا تشارلز السابع جوين بثلاثة جيوش منفصلة، واتجهوا جميعًا إلى بوردو. تلقى تالبوت 3000 تعزيزات إضافية من ابنه الرابع والمفضل، جون. فرض الفرنسيون حصارًا على كاستيون (حوالي 40 كيلومترًا شرق بوردو) في 8 يوليو. وافق تالبوت على توسلات كبار البلدة، وتخلى عن خطته الأصلية لانتظار التعزيزات في بوردو، وانطلق لفك الحصار عن الحامية.
كانت قيادة الجيش الفرنسي من قبل لجنة. وضع ضابط الذخائر الخاص بتشارلز السابع، جان بورو، خطة لزيادة القوة المدفعية للمعسكر الفرنسي، بحيث قامت قواته ببناء ساحة مدفعية خارج نطاق بنادق كاستيلون. وفقًا لديزموند سيوارد، فإن المتنزه "يتكون من خندق عميق خلفه جدار من الأرض تم تقويته بواسطة جذوع الأشجار؛ وأبرز ما يميزه هو الخط غير المنتظم والمتموج للخندق وأعمال الحفر، مما مكّن المدافع من مراوغة أي مهاجم. تضمنت الحديقة ما يصل إلى 300 بندقية من مختلف الأحجام، وكانت محمية بخندق وحاجز من ثلاث جهات وبضفة شديدة الانحدار لنهر ليدوار من الجهة الرابعة.
غادر تالبوت بوردو في 16 يوليو. لقد سبق غالبية قواته، ووصل إلى ليبورن مع غروب الشمس مع 500 رجل فقط و 800 من رماة السهام. في اليوم التالي، هزمت هذه القوة مفرزة فرنسية صغيرة من الرماة المتمركزين في دير بالقرب من كاستيلون. على الرغم من الخطط السابقة لانتظار التعزيزات، ضغط تالبوت على رجاله للوصول إلى المعسكر الفرنسي، معتقدًا أن تعزيزاته ستصل قريبًا.

## المعركة

مخطط معركة كاستيلون 1457.

جنبًا إلى جنب ومع معنويات الانتصار في الدير، تقدم تالبوت للأمام بسبب التقارير التي تفيد بأن الفرنسيين كانوا يتراجعون. سحابة الغبار التي غادرت المخيم والتي أشار إليها سكان البلدة على أنها انسحاب خلقها أتباع المعسكر الذين غادروا قبل المعركة القادمة.
تقدم الإنجليز، لكن سرعان ما اصطدم بالقوة الكاملة للجيش الفرنسي. على الرغم من قلة عددهم وفي وضع ضعيف، أمرهم تالبوت بمواصلة القتال. المؤرخ أ. جاي بولارد يقترح أن هذا السلوك المتهور على ما يبدو من تالبوت قد يرجع إلى حقيقة أن «كبريائه وشرفه كانا على المحك لأنه كان قد أمر رجاله بالفعل بالقتال عندما اكتشف قوة الموقف الفرنسي». الرجل الإنجليزي الوحيد الذي بقي في المعركة، كما أنه لم يرتدي دروعًا بسبب الاتفاقات السابقة مع الفرنسيين عندما تم إطلاق سراحه من الأسر في نورماندي.
وفقًا لديفيد نيكول، كانت المعركة نفسها «مميزة للغاية للفترة» مع التحصين الميداني القوي للفرنسيين والقتال بالأسلحة الصغيرة في المعركة. من نواح كثيرة، دارت هذه المعركة مثل معركة كريسي ولكن «بالعكس». قضت المدافع الفرنسية على الجنود المتقدمين. يقال إن كل قذيفة قتلت ستة رجال في وقت واحد. استمرت تعزيزات تالبوت في الوصول إلى المعركة، لكنها عانت من نفس المصير. على الرغم من الصعاب ضد الإنجليز، استمرت المعركة لأكثر من ساعة حتى اصطدمت قوة من سلاح الفرسان البريتوني قوامها ألف جندي بقيادة بيتر الثاني، دوق بريتاني، بجناحهم الأيمن، مما دفعهم إلى التراجع.
انتهت المعركة بهزيمة الإنجليز. قُتل كل من تالبوت وابنه. هناك بعض الجدل حول ملابسات وفاة تالبوت، لكن يبدو أن حصانه قُتل بقذيفة، وسقطَ عليه، ثمً قتله رامي سهام فرنسي بفأس.

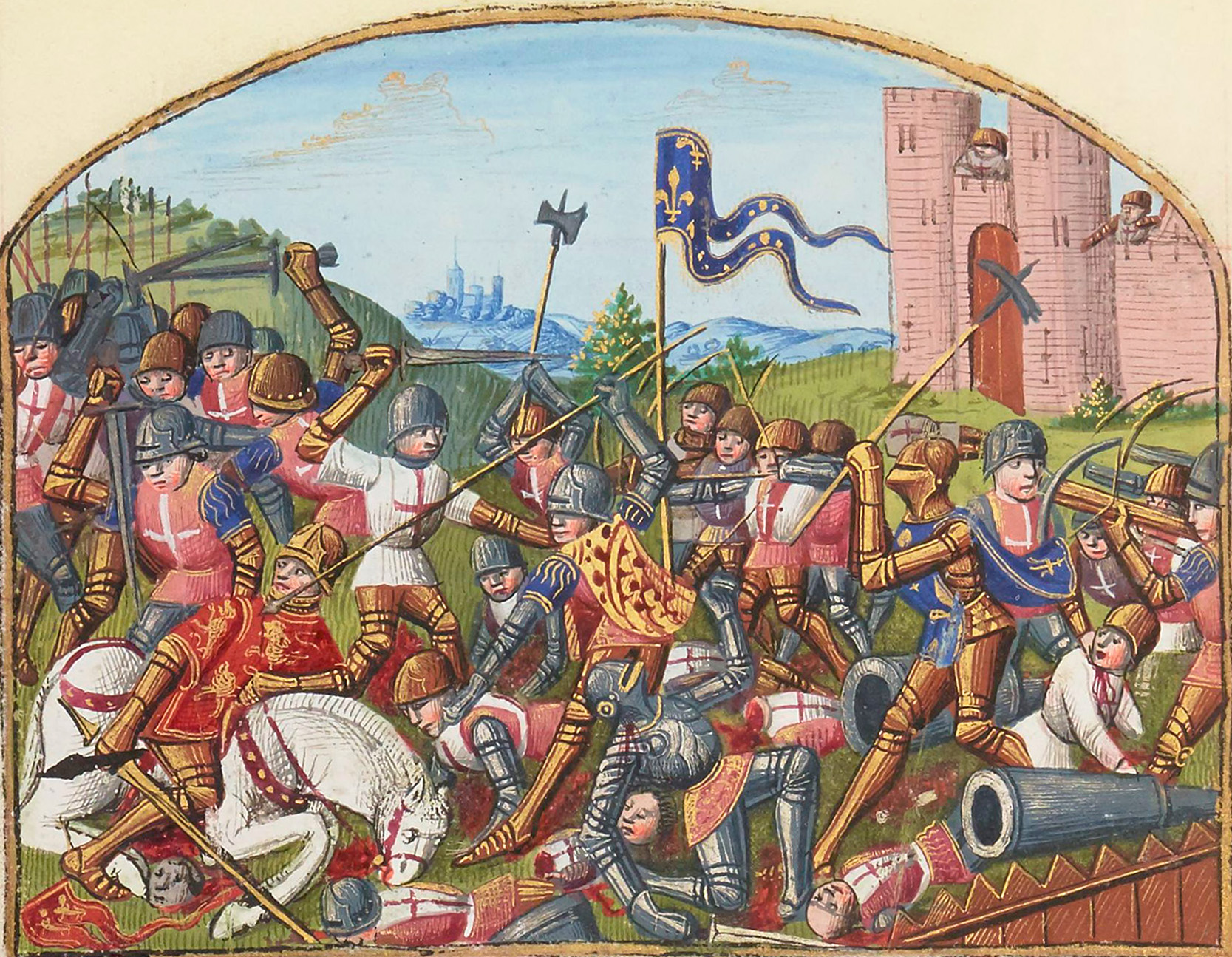
مقتل جون تالبوت ، إيرل شروزبري في معركة كاستيلون. بريشة مارتيال دوفيرني (1484).

## ما بعد الواقعة
مع وفاة تالبوت، تآكلت السلطة الإنجليزية في جاسكوني واستعاد الفرنسيون بوردو في 19 أكتوبر. ولم يتضح لأي من الجانبين أن فترة الصراع قد انتهت. تمثل المعركة نقطة تحول حاسمة في التاريخ، ويشار إليها على أنها نقطة نهاية الفترة المعروفة باسم حرب المائة عام.
فقد هنري السادس ملك إنجلترا قدرته العقلية في أواخر عام 1453، مما أدى إلى اندلاع حروب الوردتين في إنجلترا. تكهن البعض بأن سماعه لخبر الهزيمة في كاستيلون أدى إلى انهياره العقلي. خسر التاج الإنجليزي جميع ممتلكاته القارية باستثناء جزيرة بالي كاليه، التي كانت آخر ملكية إنجليزية في البر الرئيسي لفرنسا، وجزر القنال، التي كانت جزءًا تاريخيًا من دوقية نورماندي وبالتالي من مملكة فرنسا. فقدت كاليه عام 1558. بينما ظلت جزر القنال تابعة للتاج البريطاني حتى يومنا هذا.
كان بيير الثاني دي مونتفيران ضحية جانبية بعد معركة كاستيلون، كونه زوج ماري بلانتاجنيت، الابنة غير الشرعية لدوق بيدفورد وحفيدة هنري الرابع ملك إنجلترا. أثناء عودته إلى فرنسا، بعد نفيه في إنجلترا، ألقي القبض على مونتفيران واقتيد إلى بواتييه حيث حوكم أمام لجنة. بعد إدانته، تم قطع رأسه وإيوائه، ربما بأمر من تشارلز السابع، في بواتييه، في يوليو 1454. كان مونتفيران واحدًا من النبلاء القلائل المعروفين الذين تم إعدامهم بتهمة الخيانة في عهد تشارلز السابع.